# Ananda Shake
Ananda Shake es un proyecto musical de psytrance, otra brillante estrella reluciente de Utopia Records. El dúo conformado por Osher Swissa y Lior Edri, está considerado como uno de los artistas más influyentes del full-on, subgénero del psytrance. Empezaron produciendo el estilo Old School Goa Trance, que con el tiempo ha evolucionado en el Killer full on sound. Emotion in Motion (debut de Utopia Records) es su trabajo más destacado. Antes de su éxito y largo viaje, tocando durante todos los festivales por Europa Oriente y Occidente también en México y Brasil, Ananda Shake regresa con su obra maestra y alta tecnología: We Speak Music, su segundo material de estudio. Vigoroso y único Full-on gold, percusión especial, cuerdas y vocales. El recién original We Speak Music es el brillante resultado de un largo año grabando su progreso con el sonido de Stateof-the-art e innumerables conductores. Hypnotic, Arresting Harmonies y Pure Trance of all kinds son algunas de las 10 canciones que están atravesados en el tablero del álbum. Mientras producían "We Speak Music", Ananda Shake también tenía recientes sencillos con etiquetas tales como Crystal Matrix, Shiva Space Japan, Fungi Records, Y.S.E, Mahogany Records, Sinntec Records y muchos otros.

## Discografía
Ananda Shake ha lanzado 3 discos, de los cuales ha tenido mucho éxito, además de tener un DVD de T.P.E. Records
| Year | Title              | Label          |
| 2005 | Emotion in Motion  | Utopia Records |
| 2006 | We Speak Music     | Utopia Records |
| 2007 | Inside the Sound   | Utopia Records |
| 2010 | The World Is Yours | Noga Records   |

Además tiene un DVD: DVD-Global Events 2006-2007 (T.P.E. Records)

### Emotion in Motion
Emotion in Motion es el primer álbum del dúo israelí de psychedelic trance, Ananda Shake. Se lanzó en 2004

#### Lista de canciones
1. Old School (7:37)
2. Wrong Answer (7:55)
3. Let The Music (7:38)
4. Wonderland (Album Version) (8:46)
5. Caution! (7:19)
6. Banana Banji (7:34)
7. Break Dance (8:19)
8. Make Me Shake (6:49)
9. Total Madness (7:14)
10. Emotion In Motion (7:42)